# Hugonia oreogena
Hugonia oreogena är en linväxtart som beskrevs av Schlechter. Hugonia oreogena ingår i släktet Hugonia och familjen linväxter. Inga underarter finns listade i Catalogue of Life.